# 112 a.C.

## Eventos
- Marco Lívio Druso e Lúcio Calpúrnio Pisão, cônsules romanos.[1][2][3]
- Continua a Guerra Címbrica.
- Sob o comando do procônsul Caio Pórcio Catão, os romanos são derrotados pelos escordiscos, uma tribo da Trácia.[4]
- No final do ano[Nota 1] começa a Guerra contra Jugurta,[5][Nota 2] que perdurará até 106 a.C..
- Antíoco de Cízico derrota Antíoco Gripo, e captura sua esposa Trifena. Trifena havia, pouco antes, executado a própria irmã, que era esposa de Antíoco de Cízico. Antíoco de Cízico sacrifica Trifena ao fantasma de sua esposa, expulsa Gripo e reina sobre a Síria. Gripo se retira para Aspêndio e assume o cognome de Aspêndio.[6][Nota 3]
- 167a olimpíada: Crisógono de Niceia, vencedor do estádio pela segunda vez. Ele havia vencido na olimpíada anterior.[7]

## Mortes
- Trifena, sacrificada por Antíoco de Cízico ao fantasma de sua esposa.[6][Nota 4]